# Johannes Rothkegel
Johannes Rothkegel (* 1905 in Schlesien; † 1994 in Würzburg) war ein deutscher Glasmaler.

## Leben
Rothkegel wurde als Sohn eines Glasmalers geboren und begann 1919 seine Ausbildung im elterlichen Betrieb in Falkenberg (heute Niemodlin). Nach einjähriger Tätigkeit als Geselle im elterlichen Betrieb, schlossen sich seine Wanderjahre von 1925 bis 1934 in Dresden, Quedlinburg bei der Glasmalereianstalt Ferdinand Müller und Köln an. 1934 gründete Rothkegel seine eigene Werkstätte in Oppeln und gestaltete unter anderem die Fenster in der Franziskuskirche in Comprachtschütz (Komprachcice) und St. Valentin in Walzen (Walce), nach Entwürfen von Rudolf Kattner.

## Fotos

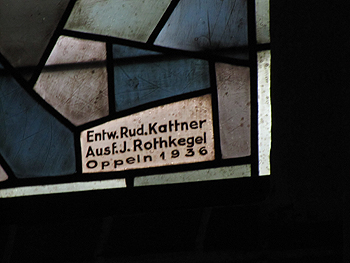
Inschrift im Feld SII 1a St. Valentin in Walzen/Walce
Inschrift im Feld NII 1a Franziskuskirche in Comprachtschütz/Komprachcice